# NGC 2185
NGC 2185 ist ein Reflexionsnebel im Sternbild Monoceros. Das Objekt wurde am 16. Oktober 1784 von Wilhelm Herschel entdeckt.